# Georg Kühl (Politiker)
Georg Kühl (* 27. Februar 1905 in Neuruppin; † 24. Juli 1980 in Uelzen) war ein deutscher Pädagoge und Politiker (SPD).

## Leben und Beruf
Nach dem Volksschulabschluss absolvierte Kühl das Lehrerseminar. Er legte 1925 das erste Lehrerexamen ab und war im direkten Anschluss als anstellungsloser Junglehrer zunächst als Schutzpolizist, Wanderrezitator und Kreisausschussangestellter tätig. Im Jahr 1929 trat er in den Schuldienst ein. Im Jahr 1936 erhielt er in Altlewin/Oderbruch eine Anstellung als Lehrer.
Er nahm als Soldat ab 1942 am Zweiten Weltkrieg als Wehrdienstleistender teil und geriet in britische und in US-amerikanische Gefangenschaft. Bereits 1946 wurde er zum Rundfunksprecher des BBC in London. Aus der Kriegsgefangenschaft wurde er 1947 entlassen. Er kehrte zu seiner Familie zurück, die sich nach Kriegsende in Niedersachsen angesiedelt hatte.
In Uelzen war er als Lehrer an einer Volksschule tätig. Außerdem war er seit 1947 Erster Vorsitzender des Kulturkreises Uelzen e.V.

## Politik
Kühl trat 1929 in die SPD ein. Bereits 1932 wurde er Stadtrat in Neuruppin. Er war ab 1948 Ratsmitglied der Stadt Uelzen und dort Vorsitzender des Kulturausschusses. Ferner wurde er zum Abgeordneten des Kreistages in Uelzen gewählt. Hier war er Vorsitzender beider Kulturausschüsse und des Kuratoriums der Volkshochschule sowie Mitglied des Verwaltungsausschusses in Uelzen. Ferner saß er dem Kreisausschuss und weiterer Ausschüsse vor.
In der dritten Wahlperiode wurde er als Abgeordneter vom 6. Mai 1955 bis zum 5. Mai 1959 in den Niedersächsischen Landtag gewählt.